# Năstase Ochialbi
Năstase Ochialbi (n. 1835, București – d. 1906, București) a fost un cunoscut violonist român, de etnie romă. A fost unul dintre cei mai influenți lăutari din a doua jumătate a secolului al XIX-lea, alături de naiștii Angheluș Dinicu și Radu Ciolac și violoniștii Dănică Ciolac și Sava Pădureanu.

## Biografie
S-a născut în 1835 la București, ca rob pe un domeniu boieresc, fiind fratele lăutarului Dumitrache Ochialbi.
În perioada 1852-1857 își formează un taraf mic, devine vătaf (a doua funcție după staroste) peste toți lăutarii din București și își împarte activitatea între Ploiești și București. Pentru o perioadă de câteva luni îl are cobzar în taraf pe celebrul Anton Pann, proaspăt concediat din funcția de profesor la Râmnicu Vâlcea și întors la București, unde ziua era cantor la școala de pe Podul Mogoșoaiei, iar noaptea lăutar.
În 1860 taraful său este imortalizat de o reușită acuarelă a lui Carol Popp de Szathmáry, în care sunt surprinși un cobzar, un naist și doi violoniști ce îl privesc cu atenție pe primaș. Îmbrăcămintea amintește de portul lăutarilor din secolul al XVIII-lea. Năstase Ochialbi, ca vătaf al tarafului, poartă giubeaua blănită cu samur, în schimb ce restul lăutarilor, spre a-și arăta vechimea meseriei, au giubeaua mai terfelită.
În 1866 horele sale „Lințica” și „Mitocanca” sunt tipărite la editura lui Constantin Gebauer, deși multe alte compoziții „anonime” din colecția cunoscutului editor bucureștean, intitulata „Hore și jocuri” (1868) sunt datorate lui Ochialbi.
Între anii 1869-1890 intră în cea mai importantă perioadă a carierei sale, desființându-și taraful și cântând în orchestrele naiștilor Angheluș Dinicu și Radu Ciolac, unde va fi coleg cu vioristul Dănică Ciolac, chitaristul Marin Buzatu și tânărul violonist Sava Pădureanu.
Moare în anul 1906 la București.